# 永寿 (越南)
永寿（1658年二月—1662年九月），是大越国后黎朝神宗黎维祺的复辟后第三个年号，共计5年。鄭主兼大元帥總國政為弘祖西定王鄭柞。

## 纪年
| 永寿 | 元年   | 2年    | 3年    | 4年    | 5年    |
| 公历 | 1658年 | 1659年 | 1660年 | 1661年 | 1662年 |
| 干支 | 戊戌   | 己亥   | 庚子   | 辛丑   | 壬寅   |